# Sergio Vianchá
Sergio Vianchá (Sogamoso, Colombia; 11 de mayo de 1977) es un exfutbolista colombiano. Jugaba como volante.

## Clubes
| Club                 | País      | Año       |
| -------------------- | --------- | --------- |
| Patriotas Boyacá     | Colombia  | 2006-2007 |
| Aragua FC            | Venezuela | 2007-2008 |
| Atlético Bucaramanga | Colombia  | 2008      |
| Patriotas Boyacá     | Colombia  | 2009      |